# Automotrice à grande vitesse
L'automotrice à grande vitesse (in italiano "automotrice ad alta velocità") o AGV è un elettrotreno ad alta velocità francese progettato e prodotto dalla Alstom.
Il suo primo impiego commerciale fu in Italia da parte di Italo-Nuovo Trasporto Viaggiatori (NTV), che rimane tuttora l'unico operatore ferroviario a impiegarlo, con il nome tecnico di AGV 575 e quello commerciale di .italo.

## Storia

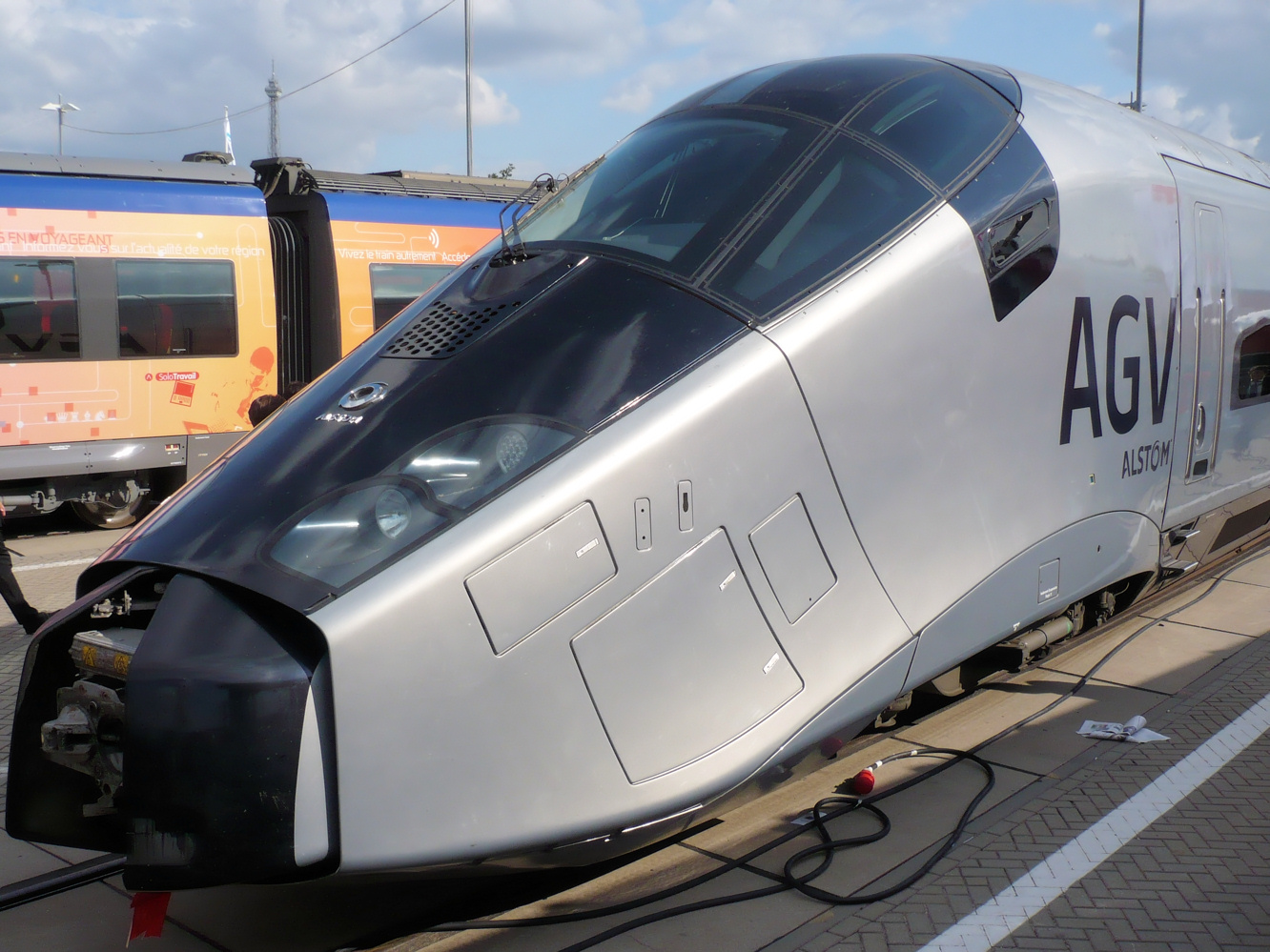
Il prototipo nel 2008

Il treno è stato progettato e prodotto dalla divisione Transport di Alstom, e la produzione dei primi 25 convogli è avvenuta congiuntamente fra l'Italia e la Francia.
La produzione è stata ripartita in due stabilimenti: quello di La Rochelle (17 treni) e quello di Savigliano (8 treni) – entrato a far parte del gruppo Alstom nel 2000 con l'acquisizione del 51% del pacchetto azionario della Fiat Ferroviaria (l'azienda italiana costruttrice del Pendolino e detentrice dei brevetti relativi alle tecnologie impiegate) – con l'apporto degli stabilimenti di Bologna (apparati di segnalamento a bordo) e Sesto S. Giovanni (sistemi di trazione).
Il prototipo, denominato PEGASE, è stato presentato da Alstom il 5 febbraio 2008 a La Rochelle, in presenza del presidente della Repubblica francese Nicolas Sarkozy e di altre autorità.
Il progetto è stato commissionato da un gruppo di imprenditori italiani che volevano creare un'impresa di trasporto ferroviario ad alta velocità che si ponesse in concorrenza a Trenitalia su alcune direttrici della rete ferroviaria gestita da RFI. È stata così costituita la società NTV che ha ordinato 25 convogli da 11 carrozze, con 5 carrelli motori, capaci di 462 posti.
La denominazione ufficiale del treno stabilita da NTV è AGV 575, mentre come nome commerciale è stato scelto .italo tramite un sondaggio online.

## Caratteristiche
Il treno, rivoluzionando l'impostazione classica francese, non ha due locomotive in doppia trazione simmetrica sistemate alle estremità del convoglio, come nel caso dei TGV francesi o degli ETR.500 italiani, bensì è a trazione distribuita su tutti gli elementi che lo compongono, sulla falsariga del concetto italiano di elettrotreno e seguendo l'esempio di altri rotabili ad alta velocità di progettazione moderna come i Pendolino e i Frecciarossa 1000 italiani, i Siemens Velaro tedeschi e gli Shinkansen giapponesi.
L'architettura articolata, realizzata tramite carrelli Jakobs (motorizzati e non) condivisi tra le carrozze adiacenti - già ampiamente sperimentata in Italia a partire dagli anni trenta con gli elettrotreni della serie ETR 200 e nel dopoguerra con gli Arlecchino e Settebello - è una soluzione che permette un elevato livello di sicurezza e, in quanto sistema di trazione distribuita (con i motori posti sotto il treno sui carrelli), un considerevole incremento del numero di posti a bordo, eliminando la necessità della locomotiva e riducendo sensibilmente il peso assiale massimo.
La "nuova" architettura del treno implementata da Alstom, rispetto alle esperienze precedenti, offre agli operatori la possibilità di acquistare treni bloccati composti da 7 o da 14 unità, con offerta di posti da 250 a 650, a seconda della domanda (fermo restando l'uso obbligato di tre unità indispensabili).
L'AGV è stato progettato per raggiungere la velocità massima, in esercizio commerciale, di 360 km/h; tuttavia l'infrastruttura ferroviaria italiana consente attualmente la velocità massima di 300 km/h.
L'AGV è progettato in maniera da presentare una riduzione di circa il 15% dell'energia richiesta rispetto ai treni proposti dai principali concorrenti. Il treno è equipaggiato con la più recente versione dello standard di segnalamento ERTMS, in modo da poter operare su tutte le linee ferroviarie europee.
A maggio 2008 sono iniziati i test del prototipo PEGASE nel circuito ferroviario di prova di Velim, in Repubblica Ceca.
Ad aprile 2012 gli AGV 575 .italo sono entrati in servizio inizialmente tra Napoli e Milano, estendendo, in seguito, l'offerta di servizio a Torino, Salerno, Venezia, Reggio Calabria e Bari.